# The Journal of Controversial Ideas
The Journal of Controversial Ideas là một tạp chí học thuật được bình duyệt, liên ngành nhằm mục đích cho phép các học giả xuất bản bằng cách sử dụng các bút danh nếu họ yêu cầu. Được thành lập vào năm 2018 bởi các nhà triết học Francesca Minerva, Jeff McMahan và Peter Singer, tạp chí bắt đầu chấp nhận các bài báo gửi đến vào ngày 20 tháng 4 năm 2020. Theo McMahan, tạp chí này là cần thiết vì các học giả sợ xuất bản các bài báo gây tranh cãi nhất định. Minerva nảy ra ý tưởng sau khi trải qua những mối đe dọa về cái chết và khó khăn trong tìm được việc làm vì một bài báo cô viết về đạo đức của kẻ giết trẻ sơ sinh.
Số đầu tiên của tạp chí được xuất bản vào ngày 23 tháng 4 năm 2021.